# Ratusz w Pyskowicach
Ratusz w Pyskowicach – dawna siedziba władz miejskich znajdująca się w Pyskowicach, w powiecie gliwickim, w województwie śląskim. 
Obecna budowla została wzniesiona w 1823 roku. Jest to obiekt murowany, z dachem pokrytym dachówką. W 1866 roku został przeprowadzony remont, w czasie którego elewacja budynki otrzymała nowy tynk. Większy remont został wykonany w 1913 roku, prace podlegały na przebudowie wnętrza i odmalowaniu go, na zewnątrz ratusz został otynkowany i pomalowano go ba barwę żółtą. Do ponownego użytku budowla została oddana 13 listopada tego samego roku. W latach trzydziestych XX wieku podjęta została decyzja o rozbudowie Pyskowic. Zmiany miały także objąć budynek ratusza. Według nowych planów budowla miała zostać rozebrana, a na jej miejscu miała powstać, nowa większa siedziba władz miejskich. Z powodu rozpoczęcia II wojny światowej plan ten nie doszedł do skutku i ratusz zachował się w nienaruszonym stanie do czasów współczesnych. W styczniu 1945 roku po zajęciu miasta przez żołnierzy sowieckich budowla nie została uszkodzona. Po przejęciu miasta (do 1945 roku nosiło niemiecką nazwę Peiskretscham) przez władze polskie, ratusz nadal był siedzibą władz miejskich do 1996 roku, kiedy to władze miejskie przeniosły się do zaadaptowanego jako Urząd Miasta dawnego hotelu robotniczego. W czasie użytkowania przez ten cały czas wygląd zewnętrzny budowli nie został zmieniony, wykonano tylko małe zmiany we wnętrzu obiektu. Pod koniec lat dziewięćdziesiątych XX wieku został wykonany remont generalny dachu i elewacji. Od 2003 roku we wnętrzu budynku organizowane są wystawy, przedstawiające historię Pyskowic i regionu. Budowla jest także siedzibą Galerii „PODcień", w której można podziwiać prace artystów z Pyskowic i okolicznego regionu.